# Ковыльное (Херсонская область)
Ковыльное (укр. Ковильне) — село в Новотроицкой поселковой общине Генического района Херсонской области Украины.
Население по переписи 2001 года составляло 471 человек. Почтовый индекс — 75321. Телефонный код — 5548. Код КОАТУУ — 6524485004.

## История
В 1946 году указом ПВС УССР село Гессово переименовано в Ковыловку.

## Население
По состоянию на 2018 год
в селе есть 7 улиц
Население с. Ковыльного
1989 год_490 человек_172 двора.
1991 год_494 человек_170 дворов.
2001 год_471 человек_155 дворов.
2010 год_359 человек_119 дворов.
2015 год_355 человек_109 дворов.
В населённом пункте Ковыльное есть.
Библиотека.
Амбулатория.
Почтовое отделение связи.
Школа-сад.